# クリスティナ・ア・ダンマーク (スウェーデン王妃)
クリスティナ・ア・ダンマーク（デンマーク語：	Kristina Bjørnsdatter af Danmark, スウェーデン語：Kristina Björnsdotter, 1120/5年 - 1160/70年）は、スウェーデン王エリク9世の王妃で、クヌート1世の母。

## 生涯
『クニートリンガ・サガ』によると、クリスティナはデンマーク王子ハーラル（Harald Kesja、エーリク1世の息子）の息子ビョルン・ハーラルセンと、カタリーナ・アヴ・スヴェーリエ（スウェーデン王インゲ1世の娘）の間の娘である。夫エリク9世の生年（1120年から1125年の間）から、1122年ごろに生まれたと考えられる。父ビョルンは1134年に伯父エーリク2世に殺害された。クリスティナにとって生存する唯一の親族であった、父の弟オールフはスウェーデンに支援者を求め、1140年から1143年までスコーネの王となった。
同じころ、クリスティナはスウェーデンで、王族の出でないエリク・イェドヴァルドソン、後のエリク9世と結婚した。エリクは恐らく、デンマークとの国境近くのヴェステルイェートランドの出身であったとみられる。息子クヌート1世が1160年以前に婚約しているため、クリスティナとエリクの結婚は1140年代初頭に行われたと考えられる。この結婚により、エリクにはスウェーデン王位の請求権が与えられた。クリスティナの母がすでに1120年代に男系が断絶していたステンキル家の出身であったためである。新王スヴェルケル1世は王家の出身ではなかった。後に伝えられるところでは、エリク9世は1150年に王室の称号を手に入れたとされている。その6年後、エリクはスヴェルケル1世を殺害してスウェーデン王位につき、クリスティナは王妃となった。クリスティナが王妃であったのは恐らく4年間、1156年から1160年までの間であったとみられる。
王妃となったクリスティナは、ヴェステルイェートランドにあったヴァーンヘム修道院との対立で知られるようになった。クリスティナは、修道院が拓いた領地の所有権をめぐって修道士らと対立した。クリスティナはその領地を親族のシグリッドから相続したと考えていたためである。クリスティナは修道士に嫌がらせをしたと申し立てられた。年代記は、修道士の前で裸で踊らせるために修道院に女性を送り込んだとして、クリスティンを非難している。これにより修道士はスウェーデンを去ってデンマークに避難することを余儀なくされ、そこでヴィツコル修道院（Vitskøl Kloster）を創建した（1158年）。教皇はこの対立によりクリスティンを破門にすることを考えた。しかし、この後、クリスティンとエリクはヴァーンヘム修道院の修道士にしだいに友好的な態度を示すようになり、修道士らは帰還し再び修道院生活を継続した。
1158年ごろの出来事以降、クリスティンに関するはっきりとした記録はない。もし生存していたとすれば、1160年にウプサラ大聖堂の外でエリク9世が殺害され、クリスティンは寡婦となった。息子と臣下らは恐らくクリスティンと共に、エリクの頭上にあった王冠を持って逃げた。もしかしたら、クリスティンは親族であるヴァルデマー1世が統治していたデンマークで晩年を過ごしたかもしれない。
1167年、クリスティンの息子クヌート1世がスウェーデン王となった。クヌート1世は父エリク9世の聖人崇拝を推し進めた。クリスティナはクヌートの治世の初期、1170年ごろに死去したと考えられるが、クリスティンの生没年については未詳である。

## 子女
- クヌート1世（1150年 - 1196年） - スウェーデン王（1167年 - 1196年）
- フィリップ - スウェーデン王クヌート2世の祖父といわれる
- カタリーナ - スウェーデンの大貴族ニルス・ブレイクと結婚
- マルガレータ（1155年頃 - 1202年） - 1185年にノルウェー王スヴェレと結婚